# Агнес Квірк
Агнес Квірк (англ. Agnes Quirk; 1884—1974) — американська вчена, бактеріолог, патолог рослин та винахідник. Вона займалася культивуванням бактерій у лабораторії рослинної патології в Бюро рослинництва Міністерства сільського господарства США. У 1952 році вона отримала патент з виробництва пеніцилінової цвілі та желе.

## Життя і кар'єра
Агнес Квірк розпочала діяльність у лабораторії рослинної патології в Бюро рослинництва Міністерства сільського господарства США під керівництвом Б.Т.Гелловей. У 1901 році вона стала помічником головного фітопатолога Ервіна Фрінка Сміта, який «пишався тим, що призначав жінок на посади у відділенні».
Квірк досліджувала явища окислення корончастого галлу, працюючи разом з Неллі А. Браун У лабораторії вона працювала на посадах «лаборанта» та «наукового асистента». Коли Квірк працювала лаборантом, у неї було троє власних помічників, які допомагали їй готувати середовище для вирощування лабораторних зразків.
У 1923 році вона працювала з Едною Фосет над публікацією статті про концентрацію іонів водню в культурних середовищах. Їхнє спільне дослідження розглядало «приблизні діапазони росту більш ніж 24 бактерій, патогенних для рослин».
З 1928 по 1948 рік Квірк була завідувачкою лабораторії. На симпозіумі з бактеріальної дисоціації та життєвих циклів Товариства американських бактеріологів Квірк представила «П’ятикратну техніку для отримання фільтрованої форми Bacillus phytophthorus», продемонструвавши свої знання та досвід в галузі бактеріології. Як бактеріолог із досвідом, Квірк поділилася різними техніками культивування, наприклад, формулою картопляного агару та новим поживним середовище для вирощування культур.

## Окремі публікації
- Quirk, A.J. & Fawcett, E. H. (1923). Hydrogen-ion concentration vs. titratable acidity in culture mediums.[7]
- Quirk, A.J. & Smith, E.F. (1926). A Begonia Immune to Crowngall: With Observations on other Immune or Semi-Immune Plants[12]
- Brown, N. A., & Quirk, A. J. (1929). Influence of bacteriophage on Bacterium tumefaciens, and some potential studies of filtrates.
- Quirk, A.J. (1931). Pure Smooth and Rough Colony Types at Will: Science Vol. 74 Friday, November 6, 1931, No. 1923
- Quirk, A.J. (1934). The Correlation of Animal and Plant Bacterial Behavior and Imposed Culture Aledium Environment. Journal of Bacteriology 1934 (J. Bacteriol. 1934, 27(1):22.)[7]